# 高田保马
高田保马（日语：高田保馬，1883年12月27日—1972年2月2日）是一位日本经济学家，社会学家。

## 生平
1910年毕业于京都大学文科大学哲学科，师从米田庄太郎，后留校任教。1919年担任广岛高等师范学校，1921年担任东京商科大学（现一桥大学）教授，1925年担任九州大学教授，1929年担任京都大学教授，1938年升任部长，1943年退休，1946年被评为名誉教授。1951年担任大阪大学教授，1953年升任部长。1954年担任大阪大学社会经济研究所初代所长。1955年担任大阪府立大学教授，1957年升任部长。1963年至1965年担任龙谷大学教授。